# Liste d'affaires politico-financières belges
Cet article est une liste d'affaires politico-financières belges ainsi que de pratiques douteuses d'élus belges.

## Liste d'affaires
- Corruption et Pots-de-Vin
  1. Affaire     Agusta-Dassault (1993-1994)
  2. Affaire     des horodateurs à Liège (1987)
  3. Affaire     des Marchés Publics de la Région Wallonne (2004)
  4. Affaire     de l'aéroport de Charleroi (2004)
  5. Affaire     des "prêts d'honneur" (2014)
  6. Affaire     Intradel-Inova (2008)
  7. Affaire     des "éco-avoirs" de l'Intercommunale CILE (2010)
  8. Affaire     des "cartels" en Wallonie (2010)
  9. Affaire     de la gestion du Centre Hospitalier Universitaire de Liège (2017)
  10. Qatargate     (2022)
  11. Affaire     Emir Kir Bruxelles (2024)
  12. Affaire     Charleroi (2006-2010) – Accusations de corruption et de pots-de-vin liés à     des travaux publics, impliquant des responsables PS.
  13. Affaire     des Indemnités des Ministres PS (2014) – Enquête sur des abus dans     l'octroi d'indemnités aux ministres du PS pour des avantages personnels.
  14. Affaire     des Prêts d'Honneur de la Fédération Wallonie-Bruxelles (2013) – Prêts     octroyés de manière douteuse par des responsables politiques du PS pour     des retours sur investissement privés. Détournement de Fonds et Mauvaise Gestion des Ressources Publiques
  15. Affaire     Richard Carlier (1994)
  16. Affaire     UNIOP-INUSOP (1996)
  17. Affaires     judiciaires carolorégiennes (2005-2007)
  18. Dossier     Stéphane Moreau (2008)
  19. Affaire     du Samusocial (2017)
  20. CPAS     d’Anderlecht (2022)
  21. Affaire     Luperto (2000s)
  22. Affaire     de la gestion de l’intercommunale Nethys (2018)
  23. Affaire     de la gestion des prisons (2000-2010)
  24. Affaire     de la gestion de l'AMAY (2005-2007)
  25. Affaire     de la gestion des Fonds Européens en Wallonie (2007-2014)
  26. Affaire     du logement social à Bruxelles (2000-2010)
  27. Affaire     de la gestion des projets publics et des fonds européens en Wallonie     (2000-2014)
  28. Affaire     du projet AWEX (Agence Wallonne à l'Exportation) et de la gestion des     subsides (2000-2005)
  29. Affaire     des Intercommunales wallonnes (2015) – Détournements de fonds publics par     des gestionnaires d'intercommunales affiliés au PS.
  30. Affaire     du Fonds Wallon de Péréquation (2018) – Détournement de fonds destinés à     aider les régions en difficulté, avec des liens avec des responsables PS.
  31. Affaire     du Samusocial de Bruxelles (2017) – Malversations liées à l’utilisation de     fonds publics par des responsables PS pour des avantages personnels. Clientélisme, Instrumentalisation et Conflits d'Intérêts
  32. Affaire     des horodateurs à Liège (1987)
  33. Affaire     Sotegec (2005)
  34. Affaire     Publifin (2016)
  35. Affaire     des métallos (1990s-2000s)
  36. Affaire     Luperto (2014)
  37. Affaire     du Plan Marshall (2005-2009)
  38. Affaire     de la gestion de l'eau en Wallonie (2010)
  39. Affaire     de l'Agence Wallonne à l'Exportation (2005)
  40. Affaire     "Les syndicats et le PS" (années 2000-2010)
  41. Affaire     du financement des partis politiques en Wallonie (années 2000)
  42. Affaire     des nominations politiques à la SNCB (2000-2010)
  43. Affaire     du financement des campagnes électorales et des "boîtes noires"     (années 2010)
  44. Affaire     des relations entre le PS et les syndicats (années 2000-2010)
  45. Affaire     de la gestion du logement social (2000-2010)
  46. Affaire     Publifin (2016) – Accusations d’abus de pouvoir et de rémunérations     abusives par des responsables PS dans des sociétés publiques.
  47. Affaire     de l'Office Wallon des Infrastructures (2013-2015) – Conflits d’intérêts     et pratiques douteuses dans la gestion des projets d'infrastructures     publics par des responsables PS.
  48. Affaire     de la nomination de proches dans les entreprises publiques (2011) –     Nominations douteuses de membres de la famille ou d’amis par des     responsables PS à des postes clés dans des entreprises publiques. Fraude Électorale et Manipulation des Processus Électoraux
  49. Soupçons     de fraude à la domiciliation Laurette Onkelinx (2014)
  50. Affaire     de la fraude à la domiciliation à Bruxelles (2003)
  51. Soupçons     de manipulation des résultats de votes par correspondance (2012)
  52. Fraude     électorale Emir Kir Bruxelles (2024)
  53. Affaire     de la fraude électorale à Charleroi (2000-2006) – Manipulations     électorales, notamment des votes par procuration, impliquant des     responsables PS.
  54. Affaire     de la fraude aux votes à Bruxelles (2012) – Fraude électorale, notamment     avec des faux électeurs et manipulation des résultats lors des élections     régionales et fédérales, impliquant des membres du PS. Pratiques Non Transparentes et Mauvaise Gestion de Projets
  55. Affaire     de la gestion des projets publics et des fonds européens en Wallonie     (2000-2014)
  56. Affaire     de la gestion de l'AGW (2011-2014)
  57. Affaire     des subventions pour le sport (2000)
  58. Affaire     du projet de Charleroi-Découverte (2014)
  59. Affaire     de la gestion de l'Intercommunale de Transport en Commun TEC (2010-2015)
  60. Affaire     des "faux chômeurs" à Liège (2007)
  61. Affaire     du Plan Marshall 2.vert (2009-2014) – Mauvaise gestion et absence de     transparence dans l’utilisation des fonds publics alloués pour relancer     l'économie wallonne.
  62. Affaire     du projet de la "Réforme de l'État" (2014) – Manipulation des     réformes pour favoriser des intérêts particuliers, au détriment de la     transparence et de l'efficacité.
  63. Affaire     des Fonds Européens en Wallonie (2012-2014) – Utilisation non conforme des     fonds européens destinés à la Wallonie, avec des soupçons de détournements     impliquant des responsables PS. Autres Affaires et Dossiers Divers
  64. Affaire     de la gestion du marché de la gestion des déchets (2013-2015)
  65. Affaire     des exploitations immobilières de certains élus socialistes (2010-2015)
  66. Affaire     des financements politiques de la RTBF (2011-2015)
  67. Affaire     des financements des associations culturelles (2000-2010)
  68. Affaire     des relations entre le PS et les syndicats (années 2000-2010)
  69. Affaire     des Exploitations Immobilières de Responsables PS (2015) – Abus dans la     gestion de biens immobiliers, avec des constructions illégales et     transactions douteuses par des responsables PS.
  70. Affaire     de la gestion des déchets en Wallonie (2016) – Mauvaise gestion des     services publics de gestion des déchets, avec des pratiques de favoritisme     et de corruption impliquant des responsables PS.

## Pratiques douteuses
- Joëlle Milquet (2014) (Cdh) : avant les élections fédérales de 2014, Joëlle Milquet est inculpée dans le cadre de l'affaire dite des « emplois fictifs ». Cette inculpation entrainera l'ouverture de deux autres enquêtes : la première concernant la fouille des messageries de ses collaborateurs et la seconde concernant une suspicion de subornation de témoins[1],[2],[3].
- Muriel Targnion (2019) (PS) : déjà présidente d'Enodia, elle est nommée au conseil d'administration de Luminus (dont Enodia est actionnaire) comme "conseillère" rémunérée. Ce poste avait pourtant été supprimé en avril 2017 à la suite de l'affaire Publifin, car jugé inutile[4].
- Carlo Di Antonio (2020) (CdH) : accusé par Philippe Henry, qui lui succède en tant que ministre du Climat, des Infrastructures, de l'Énergie et de la Mobilité en Wallonie, d'avoir, pour des motifs électoralistes, lancé plus de chantiers que la Sofico ne pouvait en supporter financièrement, créant un trou de 140 millions dans les finances[5].